# 퓨앨럽

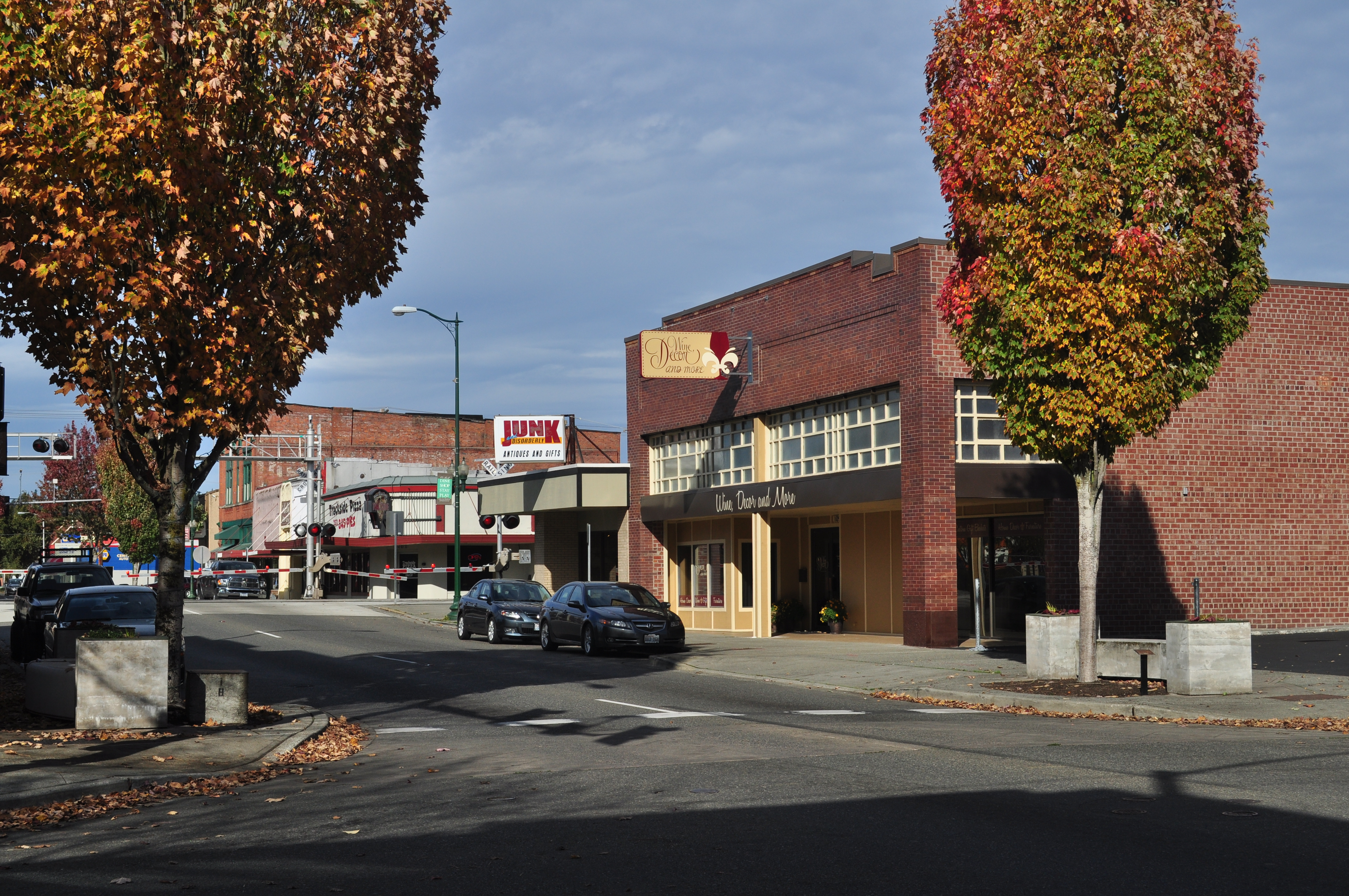

퓨앨럽(Puyallup)은 워싱턴주 피어스 군의 도시로 타코마에서 16km, 시애틀에서 56km 떨어져있다. 퓨앨럽 족에서 비롯된 지명으로 관대한 사람들이라는 뜻이다. 미국에서 가장 큰 박람회 열 곳 중 하나인 워싱턴 주립 박람회가 이곳에서 개최되며 매년 1백 만 명 이상이 방문한다.

## 인구
| 인구조사              | 인구   | Note  | %±     |
| --------------------- | ------ | ----- | ------ |
| 1870년                | 312    |       | —      |
| 1880년                | 297    |       | −4.8%  |
| 1890년                | 1,732  |       | 483.2% |
| 1900년                | 1,884  |       | 8.8%   |
| 1910년                | 4,544  |       | 141.2% |
| 1920년                | 6,323  |       | 39.2%  |
| 1930년                | 7,094  |       | 12.2%  |
| 1940년                | 7,889  |       | 11.2%  |
| 1950년                | 10,010 |       | 26.9%  |
| 1960년                | 12,063 |       | 20.5%  |
| 1970년                | 14,742 |       | 22.2%  |
| 1980년                | 18,251 |       | 23.8%  |
| 1990년                | 23,875 |       | 30.8%  |
| 2000년                | 33,011 |       | 38.3%  |
| 2010년                | 37,022 |       | 12.2%  |
| 2019 (추산)           | 42,361 | [ 1 ] | 14.4%  |
| U.S. Decennial Census |        |       |        |